# نورمان روك
نورمان روك (بالإنجليزية: Norman Rock)‏ (30 أغسطس 1864 في أستراليا - 7 فبراير 1945 في أستراليا) هو لاعب كريكت أسترالي. لعب مع فريق تسمانيا للكريكت.

## وصلات خارجية
- نورمان روك على موقع إي آس بي آن كريك إنفو (الإنجليزية)